# Salix glauca
Salix glauca es una especie de sauce perteneciente a la familia de las salicáceas. Se encuentra en el hemisferio norte.

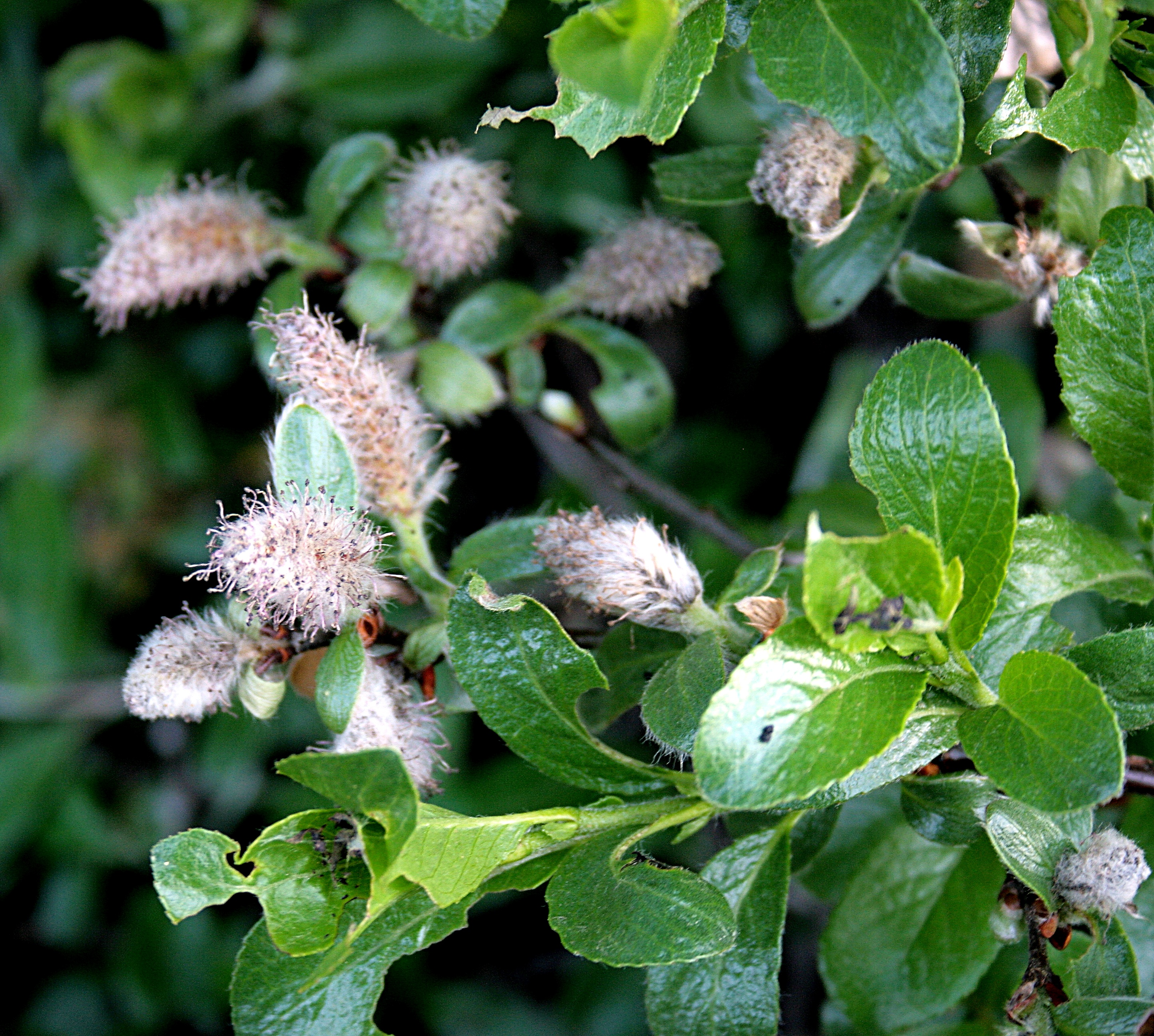
Detalle de hojas y amentos

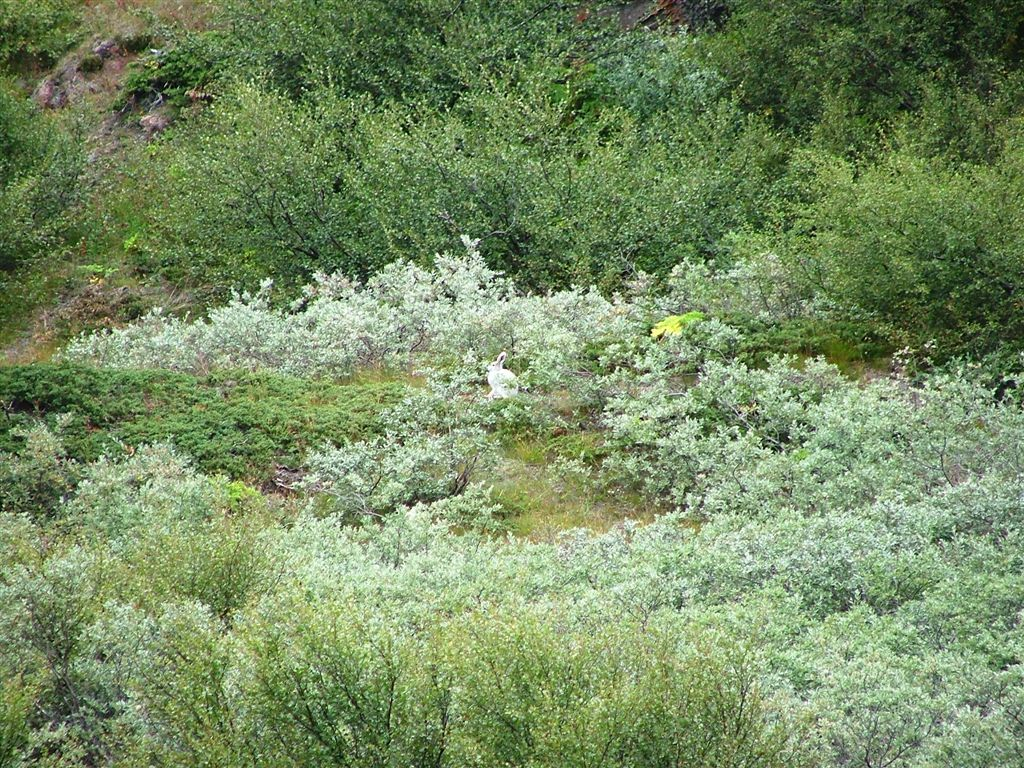
Vista de la planta en su hábitat

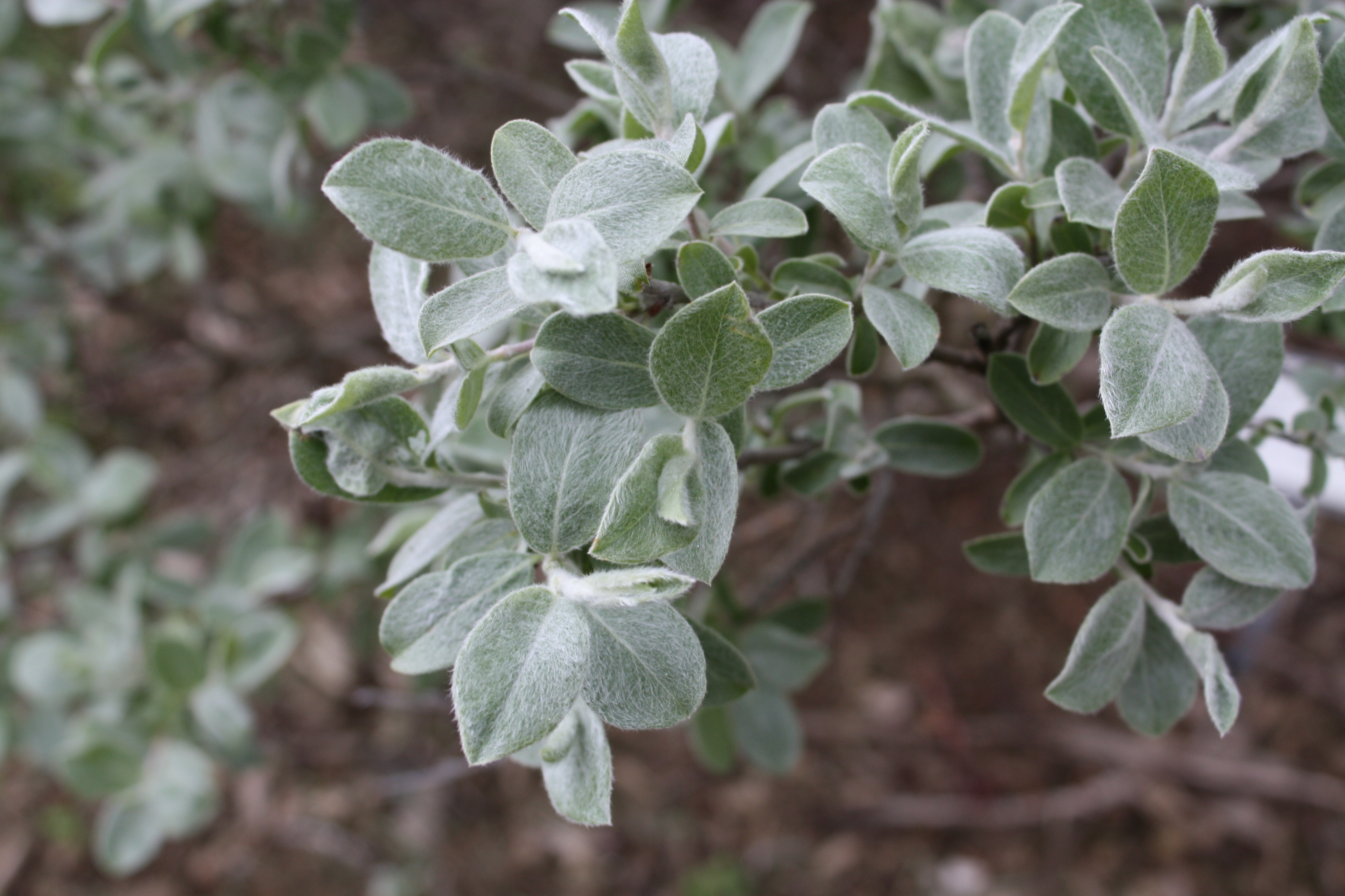
Detalle de las hojas

## Descripción
Es un arbusto que alcanza un tamaño de 1 m de altura. Las ramillas rojizas, glabras o pilosas. Estípulas presentes, pecíolo presente y las hojas con limbo oblongo-obovados, de 3-5 x 1-2,5 cm, poco suave, azul grisáceo el envés, base anchamente cuneada, margen entero, ápice cortamente acuminado. Floración en forma de amentos de 2-4 cm; con largas brácteas obovadas. El fruto en forma de cápsula de 5-8 mm, gris tomentoso.

## Distribución y hábitat
Se encuentra en lugares alpinos;  a una altitud de 2500-3000 metros en Sinkiang (China), Mongolia, Rusia, Europa y América del Norte.

## Taxonomía
Salix glauca fue descrita por Carlos Linneo y publicado en Species Plantarum 2: 1019, en el año 1753.
Etimología
Salix: nombre genérico latino para el sauce, sus ramas y madera.
glauca: epíteto latino que significa "glauco, de color verde azulado".
Citología
Tiene un número de cromosomas de: 2 n = 76, 96, 114, 144, 152.
Variedades aceptadas
- Salix glauca var. acutifolia (Hook.) C.K. Schneid.
- Salix glauca var. appendiculata (Vahl) Wahlenb.
- Salix glauca var. callicarpaea (Trautv.) Argus
- Salix glauca var. cordifolia (Pursh) Dorn
- Salix glauca var. macounii (Rydb.) B. Boivin
- Salix glauca var. poliophylla (C.K. Schneid.) Raup
- Salix glauca var. villosa Andersson

Sinonimia
- Salix seemannii Rydb.
- Salix stipulifera Flod. ex Häyrén
- Salix subcordata Andersson[4]